# Filharmonici města Prahy
Filharmonici města Prahy jsou český symfonický orchestr, sídlící v Praze. Vznikl v době privatizace Filmového studia Barrandov po roce 1989 z části členů Filmového symfonického orchestru, založeného roku 1943. Od roku 1992 nese současný název, který mu dal producent James Fitzpatrick. Soubor se zaměřuje na scénickou hudbu k filmům a počítačovým hrám, kromě toho koncertuje a nahrává desky pro firmy jako Sony BMG nebo Decca Records. Spolupracovali s ním Ian Gillan, Tony Banks, Jonas Kaufmann, Jicchak Perlman, Alexandre Desplat, Elmer Bernstein, Angelo Badalamenti, Cirque du Soleil nebo skupiny Dream Theater a Jaga Jazzist. Pro Davida Lynche nahráli Filharmonici města Prahy hudbu k filmům Lost Highway a Mulholland Drive, podíleli se také na českých filmech Nejasná zpráva o konci světa, Kuře melancholik, Mach, Šebestová a kouzelné sluchátko, Vratné láhve a V peřině. Orchestr má více než stovku stálých členů, využívá nahrávací studio Smečky, manažerem je Josef Pokluda, čestným dirigentem je Mario Klemens.